# Изатовци
Изатовци (на сръбски: Изатовци или Izatovci) е село в Западните покрайнини, община Цариброд, Пиротски окръг, Сърбия.

## География
Изатовци се намира в района, известен като Висок (Горни Висок), на 25 километра северно от Цариброд (Димитровград), в подножието на планината Видлич.
Махали на селото са Горна мала, Долна мала, Лисичкова мала и Радевица.

## История
Изатовци се споменава в османо-турски документи от 15 век под името Изатофча. По това време то е част от казата Шехиркьой (Пирот). В регистър на войнушките бащини от 1606 година се споменават 11 войнуци от село Изатофче - Пешо Янчин, Джурдже Димитре, Стоян Станко, Йото Пенин, Милко Пенин, Стоян Тонин, Милко Илин, Петре Джуджин, Мито Пенин, Никола Станко, Стойко Лачо и Илия, син на Димитри.
През 19 век в Изатовския манастир „Свети Архангел Михаил“ се открива първото училище в този край. През 1849 година свещеникът Апостол Нешин от Изатовци е спомоществувател на учебника „Извод от физика“ на Найден Геров.
По време на кратката сръбска окупация през 1878 година и първата половина на 1879 година спада към Височкия срез на Пиротски окръг. В Княжество България селото е включено в Царибродска околия, Трънски окръг и е част от общините Славиня (до 1910) и Каменица (от 1910). 

На 10 ноември 1885 година, по време на Сръбско-българската война жителите на Изатовци и на Каменица подпомагат партизанския отряд на капитан Коста Паница, като застават зад бойната верига на българските части и с викове „ура“ създават впечатлението сред сръбската войска, че българите са многократно по-многобройни и по този начин усилват паниката в редовете на сръбската армия. Капитан Паница отбелязва в релация за действията на отряда му:
| „ | За чест на изатовчании каменичани ще кажа, че те с готовност приеха това предложение, като извадиха в най-скоро време даже и децата си, за да подпомогнат на делото и не се уплашиха от куршумите, а най-спокойно следваха подир цепта и с възхищение всичко[то] време викаха „ура“. | “ |

От ноември 1920 година до април 1941 година и от 1944 година Изатовци е в състава на Сърбия (Кралство на сърби, хървати и словенци, Югославия).

## Население
Населението на Изатовци е предимно българско. Автентичният диалект на селото спада към т.нар. Белоградчишко-трънски говори, известни в Сърбия и като Тимошко-лужнички. Според някои местното население спада към етнографската трупа на т.нар. торлаци, макар че това название не е много популярно сред изатовчани.
Според преброяванията жителите на Изатовци се разпределят по следния начин:
- 1900 г. – 322 д.
- 1905 г. – 349 д.
- 1910 г. – 349 д.
- 1921 г. – 386 д.
- 1948 г. – 366 д.
- 1991 г. – 55 д.
- 2002 г. – 31 д.
- 2011 г. – 28 д.

## Културни и природни забележителности
Останки от Изатовския манастир „Св. Архангел Михаил“, разрушен при земетресение през 1929 година. Смята се, че манастирът е построен през 1703 г.

## Личности
Родени в Изатовци
- Апостол Попиванов (1876-1930), свещеник, застрелян на 4 август 1930 година заради изява на българската си принадлежност.[5]